# (1223) Neckar
(1223) Neckar est un astéroïde de la ceinture principale découvert le 6 octobre 1931 par l'astronome allemand Karl Wilhelm Reinmuth. Le lieu de découverte est Heidelberg (024). Il fut nommé en honneur du Neckar, l'affluent du Rhin. Sa désignation provisoire était 1931 TG.
Sa distance minimale d'intersection de l'orbite terrestre est de 1,715960 ua.